# Кати Ууд
Катрин Дъди Ууд (на английски: Cathie Wood, Catherine Duddy Wood, 26 ноември 1955 г., Лос Анджелис, Калифорния, САЩ) е американски инвеститор и основател, главен изпълнителен директор и CIO на Ark Invest, фирма за управление на инвестиции.

## Детство и образование
Кати Ууд е родена в Лос Анджелис и е най-голямото дете на имигранти от Ирландия. Бащата на Ууд служи в ирландската армия и военновъздушните сили на Съединените щати и става успешен инженер на радарна система. През 1974 г. Ууд завършва академията „Нотр Дам“ в Лос Анджелис, католическа гимназия за момичета. През 1981 г. Ууд завършва с отличие Южнокалифорнийския университет с бакалавърска степен по „Финанси и икономика“. Един от професорите на Ууд е икономистът Артър Лафър, който стана наставник на Ууд.

## Кариера
През 1977 г. чрез своя ментор Артър Лафър Ууд получава работа като помощник-икономист в Капитал Груп, където работи в продължение на три години. През 1980 г. тя се мести в Ню Йорк на нова работа в Дженисън Асосиътс като главен икономист, анализатор, портфолио мениджър и управляващ директор, където работи 18 години. 
През 1998 г., заедно с Лулу С. Уанг става съосновател на Тупело Капитал Мениджмънт, хедж фонд със седалище в Ню Йорк. 
През 2001 г. тя се присъединява към Алайънс Бернстайн като главен инвестиционен директор на глобалните тематични стратегии, където работи в продължение на 12 години, управлявайки 5 милиарда долара. Критикувана е за лошо представяне от целия пазар по време на финансовата криза от 2007–2008 г.
През 2014 г., след като идеята й за активно управлявани борсово търгувани фондове базирани на разрушителни иновации беше счетена за твърде рискована от Алайънс Бернстайн, тя напусна компанията и основа Арк Инвест. Първите четири ETF на ARK са основани с капитал от Бил Хуанг от Archegos Capital.
Ууд получи значително медийно внимание през февруари 2018 г., след като заяви в CNBC, че вярва, че акциите на Tesla могат да достигнат цена от 4000 долара за пет години, което е 1100% увеличение от цената им по това време, и повтори твърдението през май 2019 г., след като цената му е паднала с 29%. Въпреки че изявлението на Ууд е широко осмивано по това време, цената на Tesla достига целта си на база, коригирана с разделяне, две години по-рано през януари 2021 г. През ноември 2020 г. тя заявява, че биткойн може да достигне цена от 500 000 долара.
Към март 2021 г. два фонда управлявани от Ууд влизат в списъка на 10-те най-големи фондове, управлявани от жени по общи нетни активи.
Награди и отличия
През 2021 г. Ууд влиза в списъка Forbes 50 съставен от предприемачи, лидери, учени и творци, които са на възраст над 50 години.

## Публичност
Кати Ууд подкрепя преизбирането на Доналд Тръмп като обяснява, че тя оценява ситуацията „от строга икономическа гледна точка“ и иновациите ще бъдат по-добре подхранвани от текущите данъчни и регулаторни съкращения, обещани от администрацията на Тръмп.
Тя има армия от фенове в социалната мрежа Reddit, защото публикува информация, традиционно достъпна само за финансовия елит, публикува безплатни изследвания в мрежата Ark и открито споделя мнението си в социалните мрежи.
На уебсайта на компанията пише, че любимият изобретател на Ууд е Николай Коперник. 

## Личен живот
Ууд живее в Уилтън, Кънектикът. Разведена е с Робърт Ууд, който почива през 2018 г. Има три деца: Кейтлин, Каролайн и Робърт. Тя е набожен християнин. По време на изборите през 2020 г. предупреждава, че планът на Джо Байдън за данъчно облагане и регулиране ще задуши иновациите. Тя има много последователи в Reddit. 
През 2018 г. дарява средства на гимназията си за стартиране на иновационния институт Duddy, който насърчава момичетата да изучават разрушителни иновации. 